# Harambee
|  | Per a altres significats, vegeu «Harambee (desambiguació)». |

Representació de l'escut de Kenya, on apareix l'expressió Harambee

Harambee (en Suahili, "avançar junts") és el nom que rep la tradició de Kenya d'ajudar-se entre els membres d'una comunitat, a través tant de la recaptació de fons com de dur a terme activitats de desenvolupament comunitari.
Aquesta expressió és el lema oficial de Kenya i apareix al seu escut d'armes. Després de la independència de Kenya el 1963, el primer primer ministre i més tard primer president de Kenya, Jomo Kenyatta va considerar que aquesta expressió podria servir per a construir una nova nació. En aquest sentit, va encoratjar a les comunitats a treballar junts per recaptar fons per a tot tipus de projectes locals, prometent que el govern proporcionaria els seus costos inicials.